# Hardt (Familienname)
Hardt ist ein deutscher Familienname.

## Herkunft und Bedeutung
Der Name Hardt geht auf Hart ('Wald, Bergwald') zurück, was sich auch in geografischen Namen wie Harz und Spessart findet. Hardt ist damit einer der vielen Familiennamen, die auf die Wohnstätte einer Familie zurückgehen. Andere europäische Familiennamen mit dieser Bedeutung sind z. B. englisch Wood oder französisch Dubois.

## Varianten
- Hard, Hart, Harth

## Namensträger

### A
- Alfons Hardt (* 1950), deutscher Jurist und Theologe
- Arnold Wilhelm Hardt (Unternehmer, 1805) (1805–1878), deutscher Unternehmer und Politiker, MdL Rheinprovinz
- Arnold Wilhelm Hardt (Unternehmer, 1843) (1843–1897), deutscher Unternehmer
- Axel Hardt (* 1973), deutscher Brigadegeneral des Heeres der Bundeswehr

### B
- Bruno Hardt-Warden (1883–1954), österreichischer Librettist und Liedtexter

### C
- Carl Hardt (1822–1899), deutscher Klavierfabrikant
- Carl Ehrhardt-Hardt (1895–1972), Schauspieler
- Christine Hardt, deutsche Erfinderin des Büstenhalters
- Claus Hardt (1925–2014), deutscher Filmproduzent

### E
- Emil Hardt (1842–1929), österreichischer Jurist und Ministerialbeamter
- Engelbert Hardt (1847–1919), deutscher Unternehmer
- Ernst Hardt (Unternehmer) (1837–1898), deutscher Unternehmer
- Ernst Hardt (Maler) (1869–1917), deutscher Landschaftsmaler der Düsseldorfer Schule
- Ernst Hardt (1876–1947), deutscher Schriftsteller

### F
- Fred B. Hardt (1869–nach 1917), deutscher Jurist und Schriftsteller
- Friedl Hardt (1919–1991), deutsche Schauspielerin
- Friedrich Hardt (Landrat) (1799–1867), preußischer Landrat
- Friedrich Hardt (1902–1995), deutscher Politiker (CDU)
- Friedrich Flender von der Hardt (1674–1707), Siegerländer Hammerschmied
- Friedrich Wilhelm von Hardt (1855–1938), preußischer Oberstleutnant und Zeremonienmeister
- Fritz Hardt (1873–1959), deutscher Unternehmer

### H
- Hanno Hardt (1934–2011), deutsch-amerikanischer Kommunikationswissenschaftler
- Hans Hardt, Pseudonym von Paul Albrecht (Schriftsteller) (1863–nach 1935), deutscher Schriftsteller
- Hans Hardt (Schauspieler, I), deutscher Schauspieler
- Hans Hardt (Schriftsteller, 1922) (* 1922), deutscher Schriftsteller und Lyriker
- Hans Hardt-Hardtloff (eigentlich Hans Hardt; 1906–1974), deutscher Schauspieler
- Hans Günter Hardt (1923–2017), deutscher Politiker (CDU)
- Hans-Heinrich Hardt (* 1955), deutscher Schauspieler
- Harry Hardt (1899–1980), österreichischer Schauspieler
- Heinrich Hardt (1822–1889), deutscher Unternehmer
- Heinz Hardt (1936–2025), deutscher Ingenieur und Politiker (CDU)
- Henning Hardt (* 1971), deutscher Fußballspieler
- Herbert Hardt (1914–1993), deutscher Autor
- Hermann von der Hardt (1660–1746), deutscher Orientalist und Historiker
- Hermann Hardt (1866–1938), deutscher Kaufmann
- Horst Hardt (* 1935), deutscher Kameramann

### I
- Ignatz Hardt (1783–1843), deutscher Politiker, Bürgermeister von Fürstenfeldbruck
- Ignaz Hardt (1749–1811), deutscher Bibliothekar und Philologe

### J
- Jackie Hardt (* 1968), deutsche Filmschauspielerin und Fotografin
- Joachim Friedrich von der Hardt (1719–1779), königlich preußischer Oberst
- Johann Daniel Hardt (1696–1763), deutscher Gambist und Komponist
- Johann Gottlieb Hardt (1658–1713), deutscher Logiker und Metaphysiker
- Jörg Hardt (* 1980), deutscher Automobilrennfahrer
- Jürgen Hardt (* 1963), deutscher Politiker (CDU)

### K
- Karin Hardt (1910–1992), deutsche Schauspielerin
- Karl Hardt (1899–1985), deutscher Jesuit und Theologe
- Kurd von Hardt (1889–1958), deutscher Diplomat

### L
- Lucas Hardt (* 1989), deutscher Schauspieler
- Ludwig Hardt (1886–1947), deutscher Rezitator

### M
- Manfred Hardt (1936–2001), deutscher Romanist und Literaturwissenschaftler
- Matthias Hardt (* 1960), deutscher Historiker
- Michael Hardt (Heimatforscher) (1878–1962), deutscher Heimatforscher
- Michael Hardt (Designer) (* 1951), französischer Designer
- Michael Hardt (Literaturtheoretiker) (* 1960), US-amerikanischer Literaturtheoretiker
- Mickey Hardt (* 1969), luxemburgischer Kampfsportler und Schauspieler

### N
- Nichlas Hardt (* 1988), dänischer Eishockeyspieler
- Nick Hardt (* 2000), dominikanischer Tennisspieler

### O
- Oda Hardt-Rösler (1880–1965), deutsche Bildende Künstlerin
- Oliver Hardt (* 1970), deutscher Eishockeyspieler
- Olivia Hardt (* 1988), US-amerikanische Schauspielerin
- Otto Hardt (1908–1994), deutscher Heimatschriftsteller

### P
- Petra Hardt (* 1954), deutsche Unternehmerin

### R
- Richard von Hardt (1824–1898), deutscher Kaufmann und Unternehmer
- Richard Hardt (Politiker) (1902–1937), deutscher Politiker (NSDAP), Bürgermeister von Bad Homburg
- Robert Hardt (* 1945), US-amerikanischer Mathematiker
- Rudolf Engel-Hardt (1886–1968), deutscher Grafiker und Illustrator

### S
- Stefan Hardt (* 1957), deutscher Hörspielregisseur und Jazzsaxophonist
- Stefan Schulz-Hardt (* 1967), deutscher Psychologe und Hochschullehrer
- Stephanie Hardt (* 1976), deutsche Kamerafrau

### W
- Walter Hardt (1874–1962), deutscher Politiker (CDU)
- Walter Hardt (Designer) (* 1948), deutscher Designer
- Wilhelm Hardt (* 1950), deutscher Bildhauer und Objektkünstler
- Willy Hardt (1912–2008), deutscher Förster und Schriftsteller
- Wilm Hardt, Pseudonym von Wilhelm Schwaner (1863–1944), deutscher Lehrer, Journalist und Publizist
- Wolf-Dietrich Hardt (* 1968), deutscher Biochemiker und Mikrobiologe
- Wolfram Hardt (* 1965), deutscher Informatiker und Hochschullehrer

### Y
- Yvonne Hardt (* 1974), Tänzerin, Tanzwissenschaftlerin und Hochschullehrerin